# Štefanová
Štefanová (deutsch Stephansdorf oder Steffelsdorf, ungarisch Istvánkirályfalva – bis 1907 Istvánfalu) ist eine kleine Gemeinde im Bratislavský kraj in der Westslowakei.

## Geographie

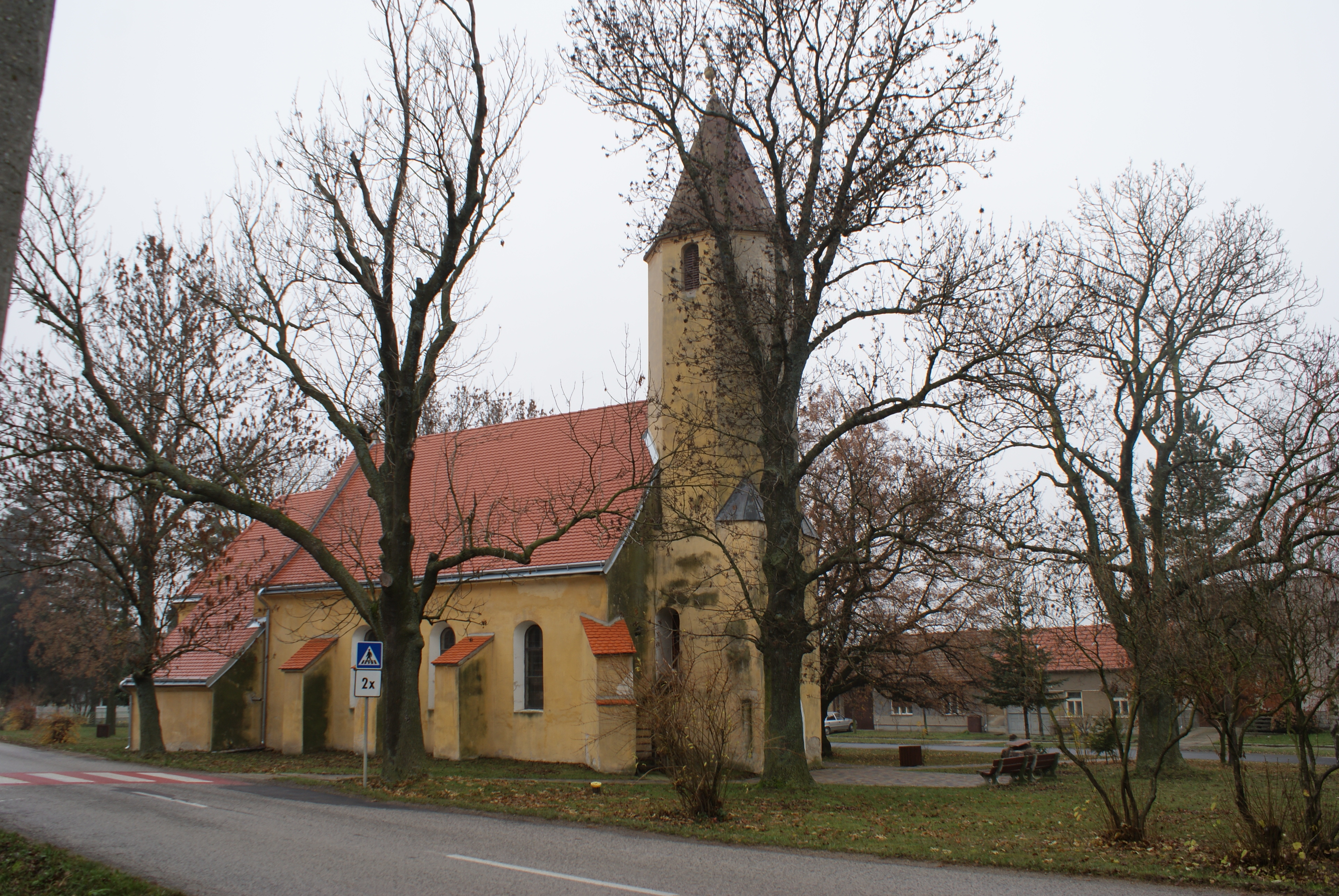
Kirche des Hl. Stephan

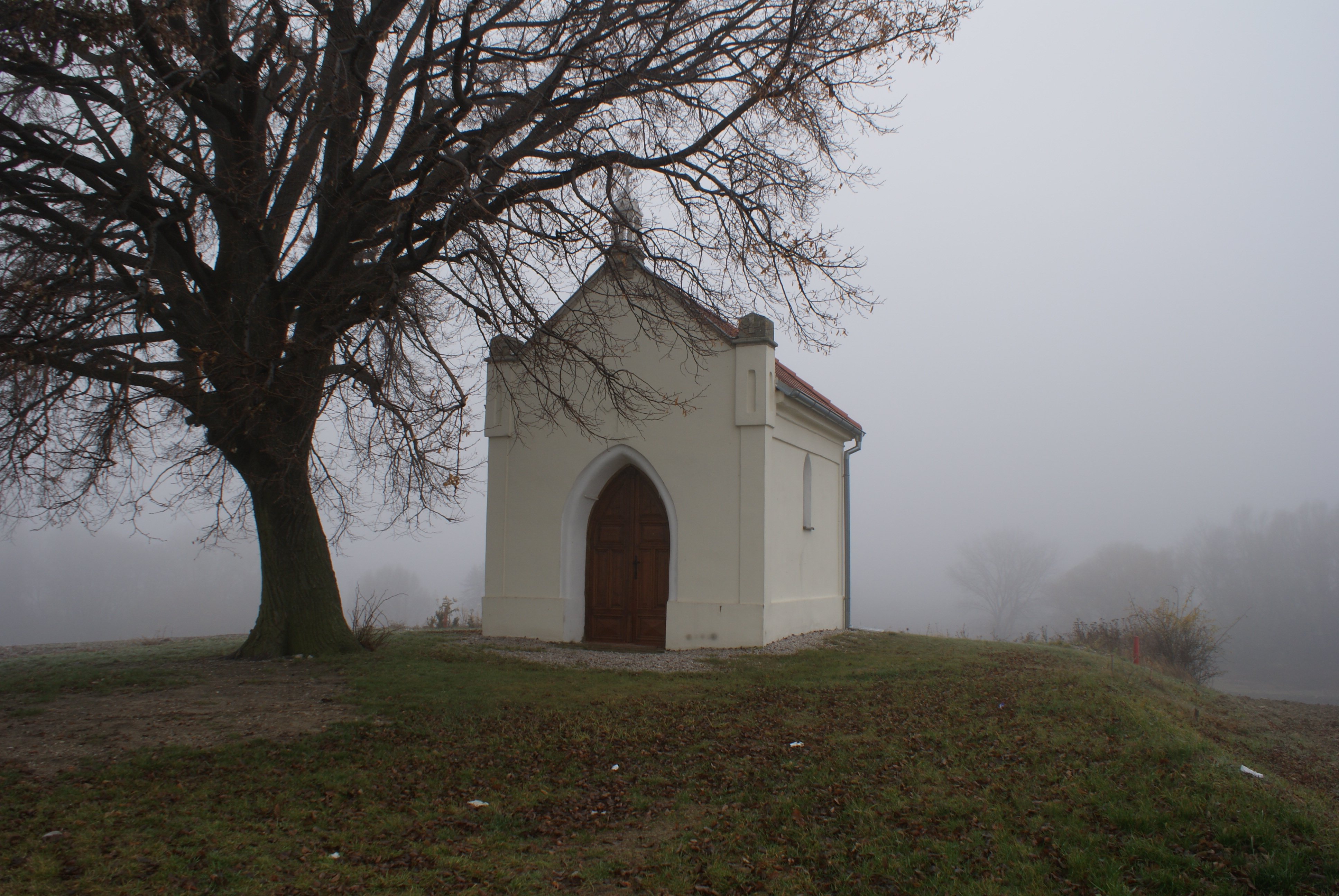
Kapelle der Hl. Rosalia

Der Ort liegt im Donautiefland im Vorfeld der Kleinen Karpaten am Bach Štefanovský potok. Die Städte Trnava und Pezinok sind jeweils 16 km entfernt und die Hauptstadt Bratislava befindet sich 32 km nach Südwesten.

## Geschichte
Der Vorgänger der heutigen Gemeinde war der Ort Schönau (slowakisch auch Šajnava), der 1447 als Seunaw erwähnt wird. Aus dieser Zeit stammt die römisch-katholische Kirche des heiligen Stephan. Seit dem 16. Jahrhundert gehörte der Ort zur Herrschaft von Burg Rotenstein, 1540 wird er aber als verwüstet und zerstört erwähnt. 1588 wurde der heutige Ort gegründet, genannt nach der bestehenden Kirche des Hl. Stephan.

## Bevölkerung
| Jahr                | 1994 | 2004    | 2014    | 2024     |
| ------------------- | ---- | ------- | ------- | -------- |
| Anzahl der Personen | 351  | 324     | 348     | 395      |
| Unterschied         |      | −7,69 % | +7,40 % | +13,50 % |

| Jahr                | 2023 | 2024    |
| ------------------- | ---- | ------- |
| Anzahl der Personen | 402  | 395     |
| Unterschied         |      | −1,74 % |

## Persönlichkeiten
Söhne und Töchter der Gemeinde:
- Jozef Ochaba (1920–2009), SDB, katholischer Priester, Jugendseelsorger und Missionar[4]